# ロキケラトプス
ロキケラトプス（Lokiceratops - 「ロキの角の顔」の意）はケラトプス科セントロサウルス亜科の角竜。カナダとアメリカの国境近くのケネディ・クーリー地区のジュディスリバー累層のマクレルランド・フェリー部層下部で発見された。ロキケラトプス・ランギフォルミス（Lokiceratops rangiformis）一種のみで知られる。属名は北欧神話のロキと古代ギリシア語で「角のある顔」を意味するケラトプスの組み合わせである。種小名は「トナカイの様な」を意味し、トナカイの角のように左右非対称な本種のフリルの装飾に因んでいる。

## 発見
ホロタイプ EMK 0012 は、関節した成体の骨格である。この標本はマーク・イートマン（Mark Eatman）によって2019年の春にケネディ・クーリーにあるウォラリー牧場（Wolery Ranch）内の私有地で発見され、その年の秋までに発掘された。頭骨も関節していたが、部分的にばらけていた。右の頬骨と鱗状骨が共に、背側を上にした状態で見つかった。頭頂鱗状骨のフリルの一部も骨格の付近で発見された。両方の眼窩と上眼窩角がどちらか一方の脳函の上から発見された。両方の上顎骨が真正面にあり、それに鼻骨、前上顎骨、吻骨が続いた。複合仙骨と腸骨も発見された。腹側が上を向き、右の坐骨が関節していた。癒合した第１～第7縁頭頂骨をもつ左頭頂骨は、左坐骨とともに背側を上にして発見された。右肩甲骨は骨盤のすぐ後方で腹側を上にして発見された。単離した前方尾椎と血道弓は骨盤の側で見つかった。EMK 0012の法的所有権は、Evolutionsmuseet（デンマーク・クヌーテンボリ）に永久譲渡された。